# Schlacht bei Sainte-Foy
Europäischer Kriegsschauplatz:
Pirna* – Lobositz* – Prag* – Kolin* – Hastenbeck** – Groß-Jägersdorf* – Moys* – Hastenbeck* – Roßbach* – Breslau* – Leuthen* – Rheinberg** – Krefeld** – Domstadtl* – Olmütz* – Mehr** – Zorndorf* – Saint-Cast – Hochkirch* – Bergen** – Kay* – Minden** – Kunersdorf* – Lagos*** – Hoyerswerda* – Bucht von Quiberon*** – Maxen* – Koßdorf* – Landeshut* – Emsdorf** – Warburg** – Liegnitz* – Berlin* – Kloster Kampen** – Torgau* – Döbeln* – Vellinghausen** – Ölper** – Burkersdorf* – Reichenbach* – Freiberg*
(* Dritter Schlesischer Krieg, ** westlicher Kriegsschauplatz – Großbritannien/Kur-Hannover u. a. Alliierte gegen Frankreich, *** Seeschlacht)
Amerikanischer Kriegsschauplatz:
Siebenjähriger Krieg in Nordamerika und der Karibik
Monongahela – Lake George – Carillon – La Belle Famille – Québec – Beauport – Abraham-Ebene – Sainte-Foy – Restigouche – Tacky’s Rebellion – Belagerung von Havanna – Pontiac-Aufstand
Asiatischer Kriegsschauplatz:
Dritter Karnatischer Krieg
Kalkutta – Chandannagar – Plassey – Cuddalore – Negapatam – Condore – Madras – Masulipatam – Pondicherry I – Chinsurah – Wandiwash – Pondicherry II – Manila – Palaris-Aufstand
Die Schlacht bei Sainte-Foy fand am 28. April 1760 während des Siebenjährigen Krieges (in Amerika auch Franzosen- und Indianerkrieg) bei der Stadt Québec zwischen Briten und Franzosen statt.
Die Franzosen unter dem Kommando von Chevalier de Lévis besiegten die von General James Murray angeführten Briten.

## Vorgeschichte
Nach der für die Franzosen verlustreichen Schlacht auf der Abraham-Ebene am 13. September 1759 gruppierte Chevalier de Lévis seine Truppen in Montréal neu. Währenddessen verließen die britischen Seestreitkräfte Québec und die britischen Landstreitkräfte dort litten an Hunger und Skorbut.

## Verlauf
Im April 1760 kehrte Chevalier de Lévis mit über 7.000 Mann nach Québec zurück. Der britische Kommandant Murray, dessen Truppen in der Unterzahl waren, ging den Franzosen außerhalb der Stadt entgegen. 
In einem zweistündigen Gefecht auf nahe Distanz konnten die französischen Truppen die Briten letztendlich in den Flanken umfassen und diese so zum Rückzug in die Stadt zwingen. Dabei mussten die Briten ihre 27 Kanonen auf dem Schlachtfeld zurücklassen, welche von den französischen Truppen schließlich gegen die Stadt gerichtet wurden.
Die Briten verloren im Verlauf der Schlacht insgesamt 1.124 Mann, währenddessen die Franzosen 833 Mann verloren. Die Schlacht bei Sainte-Foy zählt damit, nach der Schlacht von Carillon 1758, zu den blutigsten Schlachten auf kanadischem Boden.

## Belagerung der Stadt Québec
Trotz des Sieges auf dem Schlachtfeld konnten die französischen Truppen die befestigte Stadt nicht einnehmen und warteten vergebens auf Unterstützung durch die französische Kriegsmarine. Als schließlich die Royal Navy vor Québec auftauchte, musste Chevalier de Lévis sich nach Montreal zurückziehen und sich dort einer britischen Übermacht ergeben.

## Gedenken
Am Standort des Schlachtfelds befindet sich heute der Parc des Braves, wo ein Denkmal an die Schlacht erinnert.